# Гілмор-Сіті (Айова)
Гілмор-Сіті (англ. Gilmore City) — місто (англ. city) в США, в округах Гумбольдт і Покахонтас штату Айова. Населення — 487 осіб (2020).

## Географія
Гілмор-Сіті розташований за координатами 42°43′37″ пн. ш. 94°26′13″ зх. д. / 42.72694° пн. ш. 94.43694° зх. д. (42.726900, -94.436913).  За даними Бюро перепису населення США в 2010 році місто мало площу 3,23 км², уся площа — суходіл.

## Демографія
Згідно з переписом 2010 року, у місті мешкали 504 особи в 239 домогосподарствах у складі 136 родин. Густота населення становила 156 осіб/км².  Було 277 помешкань (86/км²).
Расовий склад населення:
| - 97,8 % — білих - 0,4 % — чорних або афроамериканців - 0,4 % — азіатів |

До двох чи більше рас належало 1,0 %. Частка іспаномовних становила 1,6 % від усіх жителів.
За віковим діапазоном населення розподілялося таким чином: 22,6 % — особи молодші 18 років, 58,4 % — особи у віці 18—64 років, 19,0 % — особи у віці 65 років та старші. Медіана віку мешканця становила 45,0 року. На 100 осіб жіночої статі у місті припадало 93,1 чоловіків;  на 100 жінок у віці від 18 років та старших — 103,1 чоловіків також старших 18 років.
Середній дохід на одне домашнє господарство  становив 47 982 долари США (медіана — 38 125), а середній дохід на одну сім'ю — 60 340 доларів (медіана — 56 875). За межею бідності перебувало 11,8 % осіб, у тому числі 22,2 % дітей у віці до 18 років та 4,9 % осіб у віці 65 років та старших.
Цивільне працевлаштоване населення становило 198 осіб. Основні галузі зайнятості: виробництво — 20,7 %, роздрібна торгівля — 17,2 %, освіта, охорона здоров'я та соціальна допомога — 13,6 %, транспорт — 10,6 %.